# 奥帕瓦市政厅
奥帕瓦市政厅（Městská věž Hláska）是位于捷克奥帕瓦上广场（Horním náměstí）的一座历史建筑，已作为捷克共和国的文化古迹受到保护。

## 历史
此处最早是一座木建筑，是该市的商业中心，当时这里有各种商会，贸易商在这里储存和销售商品，1327年已见于记载。此外，从1582年起，这里还设有面包房。在二楼，市议会举行会议。在16世纪下半叶，该建筑被风暴摧毁。
1614年至1618年，奥帕瓦建筑商克里托夫建造了一座新的石砌塔楼，文艺复兴风格，高三层。1763年至1805年，还在大楼的二楼上演戏剧。在19世纪，这个空间由博物馆和档案馆使用。1902年至1903年间，该建筑根据鲁道夫·斯奈茨的设计进行了重建。
自1945年以来，此处一直是奥帕瓦市政厅的所在地，旁边有一家咖啡馆。毗邻的建筑物有警察局、信息中心和几家商店。前方有一个喷泉，其中有一个太阳系模型。该建筑已列入奥帕瓦的一条旅游路线，组织游客和市民攀登塔楼。